# 正丁醯胺
正丁酰胺是正丁酸的一級醯胺衍生物。它的示性式为CH3CH2CH2CONH2 。在常温常壓下，正丁醯胺是一种白色结晶固體，並易溶于水和乙醇，但微溶于乙醚。不同於正丁酸，正丁醯胺並没有令人厭惡的腐臭味。

## 合成
正丁酰胺可以通过以下方法合成：
- 正丁腈催化水合;
- 正丁醯氯与铵盐反应;
- 還原丁醛肟。

## 衍生物對生物生理作用的影響
它的某些衍生物顯示出初步的强抗驚厥活性和对组蛋白脱乙酰基酶，一控制大多数细胞增殖或分化状态的關键酵素的抑制作用。